# Robert Varkonyi
Robert Varkonyi (Nova Iorque, 1961) é um jogador de pôquer profissional americano, foi campeão da Série Mundial de Pôquer em 2002.

## Biografia
Após ter sido campeão da Série Mundial de Pôquer em 2002, em outras edições Varkonyi conquistou prêmios em dinheiro neste torneio, também na disputa do evento principal. Uma delas foi na edição de 2007, onde ao finalizar na 177ª colocação conquistou o prêmio de US$ 51.389,00 dólares, e na edição de 2011 a 514ª colocação lhe rendeu um prêmio no valor de US$ 23.876,00.

## Braceletes na Série Mundial de Pôquer
| Ano  | Preço de Inscrição (Buy-In) | Evento                              | Prêmio (US$)    |
| ---- | --------------------------- | ----------------------------------- | --------------- |
| 2002 | $10,000                     | No Limit Hold'em World Championship | US$2.000.000,00 |